# 哈洛乡
哈洛乡，是中华人民共和国四川省凉山彝族自治州美姑县曾经下辖的一个乡。2021年1月12日，撤销哈洛乡，将其所属行政区域划归典补乡管辖。

## 行政区划
哈洛乡撤销前下辖以下地区：
哈洛村、瓦普村、够峨村和达古列口村。